# Valgoglio
Valgoglio är en ort och kommun i provinsen Bergamo i regionen Lombardiet i Italien. Kommunen hade 601 invånare (2018).